# NGC 3519
NGC 3519 is een open sterrenhoop in het sterrenbeeld Kiel. Het hemelobject werd op 14 maart 1834 ontdekt door de Britse astronoom John Herschel.

## Synoniemen
- OCL 844
- ESO 128-SC30